# Helenów (Rawa)
Pour les articles homonymes, voir Helenów.
Helenów est une localité polonaise de la gmina et du powiat de Rawa Mazowiecka en voïvodie de Łódź.